# Nur Muhammad Taraki
Nur Muhammad Taraki (Mukur, 1917. július 15. – Kabul, 1979. október 9.) afgán forradalmi kommunista politikus. Alapító tagja volt az Afganisztáni Népi Demokrata Pártnak (PDPA), 1965 és 1979 között annak főtitkára, majd 1978–1979-ben a Forradalmi Tanács elnöke volt.
Taraki a Ghazni tartománybeli Nawában született, a Kabuli Egyetemen végzett, majd újságíróként kezdte politikai karrierjét. Az 1940-es évektől kezdve Taraki regényeket és novellákat is írt szocialista realista stílusban.
Taraki vezetése rövid életű volt, és viták jellemezték. A kormány két PDPA-frakcióra oszlott: a khalkistákra (Taraki vezetésével) a többség és a parchamitákra, a kisebbségre. Taraki "védencével" Aminnal együtt tisztogatást indított a kormányban és a pártban, amelynek eredményeként több magas rangú parchamita tagot de facto száműzetésbe küldtek azzal, hogy a tengerentúlon szolgáljanak nagykövetként, majd később bebörtönözték a belföldi parchamitákat. Rezsimje elzárta a másként gondolkodókat, és felügyelte a falusiak lemészárlását, arra hivatkozva, hogy a bolsevikok szovjet-oroszországi vörösterrort kellett végrehajtaniuk, és a Szaur-forradalom ellenzőit meg kell semmisíteni. Többek között ezek a tényezők vezettek népi ellenreakcióhoz, amely lázadást indított el. Az ismételt próbálkozások ellenére Taraki nem tudta rávenni a Szovjetuniót, hogy avatkozzon be a polgári rend helyreállítása érdekében. Amin a legtöbb ilyen politikát a színfalak mögött kezdeményezte.